# 奈古谷温泉
奈古谷温泉（なごやおんせん）は、静岡県伊豆の国市奈古谷（旧国伊豆国）にある温泉。

## 泉質
- 単純温泉
  - 源泉温度34℃
  - 無色透明の源泉

## 温泉街
- 舟口川沿いに1軒宿の「奈古谷温泉旅館」があったが、現在は廃業している。周囲は田園地帯で、歓楽色などは皆無である。

## 歴史
- 古くから地域の湯治場として存在していた。

- 1962年（昭和37年）3月10日 - 厚生省告示第65号により、畑毛温泉とともに国民保養温泉地に指定。

## アクセス
- 伊豆箱根鉄道駿豆線韮山駅
  - 伊豆箱根バス奈古谷温泉口行きで終点下車。